# Mohita
La mohita és un mineral de la classe dels sulfurs. Rep el nom en honor de Günter Harald Moh (2 de maig de 1929 - 13 de maig de 1993), professor de la Universitat de Heidelberg, Alemanya. Especialista en minerals i mineralogies experimentals, va realitzar nombrosos estudis sobre sistemes de sulfur i va sintetitzar primer el compost.

## Característiques
La mohita és una sulfosal de fórmula química Cu₂SnS₃. Cristal·litza en el sistema monoclínic. La seva duresa a l'escala de Mohs és 4.
Segons la classificació de Nickel-Strunz, la mohita pertany a «02.CB - Sulfurs metàl·lics, M:S = 1:1 (i similars), amb Zn, Fe, Cu, Ag, etc.» juntament amb els següents minerals: coloradoïta, hawleyita, metacinabri, polhemusita, sakuraiïta, esfalerita, stil·leïta, tiemannita, rudashevskyita, calcopirita, eskebornita, gal·lita, haycockita, lenaïta, mooihoekita, putoranita, roquesita, talnakhita, laforêtita, černýita, ferrokesterita, hocartita, idaïta, kesterita, kuramita, pirquitasita, estannita, estannoidita, velikita, chatkalita, mawsonita, colusita, germanita, germanocolusita, nekrasovita, estibiocolusita, ovamboïta, maikainita, hemusita, kiddcreekita, polkovicita, renierita, vinciennita, morozeviczita, catamarcaïta, lautita, cadmoselita, greenockita, wurtzita, rambergita, buseckita, cubanita, isocubanita, picotpaulita, raguinita, argentopirita, sternbergita, sulvanita, vulcanita, empressita i muthmannita.

## Formació i jaciments
Va ser descoberta al dipòsit d'or, argent i tel·luri de Kochbulak, conegut com a mina Kockbulak, i situat al districte d'Okhangaron, a Sughd (Tadjikistan). També ha estat descrita a la mina Fuentes Villanas, a Salamanca (Castella i Lleó, Espanya), a la mina Swifter, a l'estat de Nevada (EUA), i a la mina Julio Verne, a la província de Salta (Argentina).